# Władimir Kałasznikow (ur. 1947)
Władimir Walerjanowicz Kałasznikow (ros. Влади́мир Валерья́нович Кала́шников, ur. 11 stycznia 1947 w Gulkiewiczach) – radziecki polityk i historyk.
W 1970 ukończył Leningradzki Uniwersytet Państwowy, od 1972 pracował jako wykładowca w wyższych uczelniach Leningradu, został doktorem nauk historycznych, następnie profesorem. Od 1973 członek KPZR, 1986-1991 kierownik katedry Leningradzkiego Instytutu Elektrotechnicznego, 1990-1991 członek KC KPZR. Od 26 lipca do 23 sierpnia 1991 członek Sekretariatu KC KPZR.